# Двинско-Пинежский заказник
Двинско-Пинежский заказник — государственный природный комплексный (ландшафтный) заказник регионального значения в Архангельской области. В состав заказника входят территории Верхнетоемского, Виноградовского, Пинежского и Холмогорского районов.
Двинско-Пинежский заказник был образован в 2019 году для сохранения малонарушенных лесов междуречья Северной Двины и Пинеги как эталон участка средней и северной тайги. Заказник имеет площадь 300,42 тыс. га.
Первоначальный проект заказника площадью 489 тыс. га был подготовлен на основе исследований учёных и экологов совместно с ГКУ «Центр природопользования и охраны окружающей среды» Архангельской области и прошёл государственную экологическую экспертизу. В 2008 году заказник был официально включён в Лесной план Архангельской области, в 2011 году — в региональную Схему территориального планирования. В 2017 году ГК «Титан» и АО «Архангельский ЦБК» обратились к Правительству Архангельской области, Архангельскому областному Собранию депутатов с предложением приступить к выработке комплекса мер, направленных на снижение негативных социально-экономических последствий для муниципальных образований, территория которых войдёт с состав проектируемого Верхнеюловского заказника, предлагаемой WWF России площадью не менее 350 тыс. га, и пересмотреть ранее заключенные АЦБК и холдингом «Титан» мораторные соглашения по лесным участкам, не входящим в зону нового заказника.
Территория заказника вытянута узкой полосой с северо-запада на юго-восток. В состав заказника входят территории Ковозерского участкового лесничества (участок Ковозерское) Емецкого участкового лесничества, Ваеньгского участкового лесничества (участок Клоновское), Верхневаеньгского участкового лесничества (участок Верхневаеньгское), Нижнедвинского участкового лесничества (участок Югновское) и Рочегодского участкового лесничества (участок Сиверское) Березниковского лесничества, Сийского участкового лесничества (участки Кавринское, Пачихинское и Сийское) Карпогорского лесничества, Лавельского участкового лесничества (участок Лавельское) и Шуйгинского участкового лесничества (участок Шуйгинское) Сурского лесничества, Горковского участкового лесничества (участок Горковское) Выйского лесничества.
Целью заказника является сохранение экосистемного, видового, генетического, ландшафтного наследия биома среднетаёжных лесов в верховьях рек Юла, Выя, Покшеньга, Ваеньга, Ура, Нырза и других крупных притоков Пинеги и Северной Двины, охрана сёмужно-нерестовых рек, популяций лосей, медведей, куниц, лесного северного оленя. Возраст некоторых деревьев в малонарушенных лесах превышает 400 лет.
На территории заказника имеются старинные постройки ныне нежилых деревень Ура, Василёво, Усть-Нырза.